# Mai 1853

## Événements
- 1er mai : la Confédération des Provinces-Unies du Río de la Plata adopte une constitution fédérale qui abolit l’esclavage[1]. L’État de Buenos Aires refuse de parapher la constitution, car elle dispose que ses activités portuaires sont nationalisées[2].
- 16 mai : le travail des enfants est réglementé en Allemagne, où il est interdit pour les enfants de moins de 10 ans et limité à 6 heures par jour[3].

- 24 mai, Guerre de Crimée : Napoléon III offre au Royaume-Uni de conclure une entente destinée à soutenir l’Empire ottoman contre la Russie.

## Naissances
- 1er mai : Pierre Giffard, homme de lettres et grand reporter français († 21 janvier 1922).
- 13 mai : Adolf Hölzel, peintre allemand († 17 octobre 1934).
- 20 mai : Augustin Peène, sculpteur français († 18 mai 1913).